# Chrysiptera parasema
Chrysiptera parasema é a denominação científica do peixe conhecido popularmente (no Brasil) de donzela-azul-de-cauda-amarela (Goldtail demoiselle na Inglaterra).
Peixe de água salgada, originariamente da região do Pacífico Indo-Oeste, é muito popular para aquários, pois o seu tamanho, na fase adulta, pode chegar a 7 cm.